# Carnival of Sins Live
| Recensione | Giudizio |
| ---------- | -------- |
| AllMusic   |          |

Carnival of Sins Live è un album live  dei Mötley Crüe, uscito il 7 marzo 2006 per l'etichetta discografica Mötley Records.
Il disco venne registrato il 27 aprile 2005 a Grand Rapids (Michigan), al Van Andel Arena, in occasione del Carnival of Sins reunion tour. L'album venne pubblicato come doppio CD. Successivamente è uscito un DVD contenente l'intero concerto.
I due CD di Carnival of Sins Live sono stati pubblicati anche separatamente.

## Tracce

### CD 1
1. Shout at the Devil – 3:46 (Sixx)
2. Too Fast for Love – 4:01 (Sixx)
3. Ten Seconds to Love – 5:35 (Neil, Sixx)
4. Red Hot – 3:28 (Mars, Neil, Sixx)
5. On with the Show – 4:41 (Sixx)
6. Too Young to Fall in Love – 3:54 (Sixx)
7. Looks That Kill – 4:27 (Sixx)
8. Louder Than Hell – 2:35 (Mars, Neil, Sixx)
9. Live Wire – 6:36 (Sixx)
10. Girls, Girls Girls – 4:39 (Lee, Mars, Sixx)
11. Wild Side – 5:10 (Lee, Sixx)

### CD 2
1. Don't Go Away Mad (Just Go Away) – 5:10 (Mars, Sixx)
2. Primal Scream – 5:07 (Lee, Mars, Neil, Sixx)
3. Glitter – 2:31 (Adams, Sixx)
4. Without You – 1:39 (Mars, Sixx)
5. Home Sweet Home – 5:29 (Lee, Neil, Sixx)
6. Dr. Feelgood – 5:43 (Mars, Sixx)
7. Same Ol' Situation – 4:38 (Lee, Mars, Neil, Sixx)
8. Sick Love Song – 4:17 (Michael, Sixx)
9. If I Die Tomorrow – 4:28 (Simple Plan, Sixx)
10. Kickstart My Heart – 7:05 (Sixx)
11. Helter Skelter (cover dei Beatles) – 3:24 (Lennon, McCartney)
12. Anarchy in the U.K. (cover dei Sex Pistols) – 8:04 (Cook, Jones, Matlock, Rotten)

## Formazione
- Vince Neil - voce
- Mick Mars - chitarra
- Nikki Sixx - basso
- Tommy Lee - batteria